# 首爾藝術大學
首爾藝術大學（韓語：서울예술대학교），創立於1962年，兩個校區分別位於首爾特別市中區、京畿道安山市檀園區，是一所綜合藝術大學。

## 簡介
首爾藝術大學前身是東朗柳致真先生於1962年成立的韓國戲劇研究所附設韓國戲劇學術研究院。
為培養優秀藝術家，首爾藝術大學標榜的「辦學理念」是：繼承發揚韓國民族藝術之魂和傳統藝術，並廣泛運用於當代，不斷探索和開拓藝術的未知領域，通過對世界性和主體性及獨創性的創作和專業教育的追求，培養出能夠開創嶄新的藝術世界的創造性人才，使他們懂得真正的美懂得真理，為國家和地球村的繁榮做貢獻。
學生人數為2799人，教授群（包含招聘講師）為112人。（這是2008年的數據）

## 沿革[1]
- 1962年4月12日，韓國戲劇研究所竣工，附設電視劇中心劇場開館。
- 1962年9月，附設韓國戲劇學術研究院成立，
- 1962年10月15日，表演系、研究系設置（2年制）。
- 1964年4月4日，廢止韓國戲劇學術研究院，設立2年制初級大學「首爾戲劇學校」。
- 1973年12月，戲劇系、電影系、RadioTV系設置。
- 1974年12月，新設應用美術系，舞蹈系。
- 1976年12月，新設文藝創作系。
- 1977年12月，增設2部:文藝創作系，應用美術系。
- 1978年12月，學制改編為「首爾藝術専業大學」，戲劇系、電影系、廣播影像系、應用美術系、舞蹈系、文藝創作系設置。
- 1980年12月，新增攝影系、韓國音樂系。
- 1987年11月，專業分離：應用美術系分為視覺設計系和室內設計系，文藝創作系分為文藝創作系和編劇系，韓國音樂系分為韓國音樂系和實用音樂系。
- 1998年6月，「首爾藝術専業大學」更名為「首爾藝術大學」。
- 2002年3月，戲劇系、電影系、廣播影像系、室內設計系授業年限延長（3年制）。
- 2002年4月，建校40週年。
- 2007年3月，表演系設立。
- 2008年3月，3年制變革，4年制學士學位專業深化課程開設。
- 2024年10月，執教於文藝創作學系的韓江榮獲2024年諾貝爾文學獎，為韓國第一位諾貝爾獎得主。

## 學系[2]
| - 表演學院 - 戲劇系 - 表演系 - 舞蹈系 - 影像學院 - 電影系 - 廣播影像系 - 數位藝術系 - 音樂學院 - 韓國音樂系 - 實用音樂系 | - 文藝學院 - 文藝創作系 - 編劇系 - 設計學院 - 攝影系 - 視覺設計系 - 室內設計系 - 大眾傳播學院 - 廣告創作系 - 藝術經營系 |

## 著名校友
| - 黃晸玟 - 劉在錫 - 李承俊 - 韓惠軫 - 全道嬿 - 申河均 - 蔡琳 - 韓恩廷 - 林元熙 - 林志恩 - 林宥真（池安） - 孫藝珍 - 孫承源 - 洪恩希 - 安在旭 - 宋恩伊 - 姜成妍 - 姜惠貞 - 姜恩菲 - 李天熙 - 張鉉誠 - 張榮男 - 張赫 (韓國) - 柳承秀 | - 崔明吉 - 尹東煥 - 金材昱 - 金荷娜 - 金惠玉 - 金由美 - 金正旭 - 金秀路 - 金旻鍾 - 鄭裕美 - 鄭有智 - 金永勳 - 金民教 - 金範洙 - 裴仁爀 | - 李在元 - 李鐘赫 - 李必模 - 李東輝 - 李英子 - 宋昌義 - 李東健 - 徐智石 - 樸彩京 - 蔡妍 - 朴恩惠 - 曹政奭 - 朴建炯 - 陳泰賢（Dickpunks） - 金在興（Dickpunks） - 金賢宇（Dickpunks） | - 鄭宇 - 真理翰 - 柳娥羅 - 劉東根 - 朴敘俊 - 朴真珠 - 鄭在詠 - 李準基 - 李寶藍(SeeYa成員\|實用音樂系) - 姜恩卓 - 芮智媛 - 安率濱（LABOUM成員） - 張圭悧（前fromis 9成員） - 金瑟琪 - 顯祐 - 許秀娟 (DIA成員) - 車雄基 (TO1前成員\|廣播影像系) - 金國憲（MYTEEN成員） - 金宣虎 - 裴晟佑 - 高俊 - 鹿晗 (前EXO-M成員\|實用音樂系) |